# نيت أدكوك
نيت أدكوك (بالإنجليزية: Nathan Adcock)‏ هو لاعب كرة قاعدة أمريكي، ولد في 25 فبراير 1988 في إليزابيثتاون في الولايات المتحدة.

## وصلات خارجية
- نيت أدكوك على موقع دوري كرة القاعدة الرئيسي (الإنجليزية)
- نيت أدكوك على موقعبيزبول رفرنس.كوم (الدوري الرئيسي) (الإنجليزية)
- نيت أدكوك على موقعبيزبول رفرنس.كوم (الدوري الثانوي) (الإنجليزية)
- نيت أدكوك على موقع إي إس بي إن.كوم (أم.أل.بي) (الإنجليزية)
- نيت أدكوك على موقع مشجعي الرسوم البيانية (الإنجليزية)